# Reinhard Krumbach
Reinhard Krumbach (* 11. April 1902 in Stettin; † 25. Juli 1968 in Herrsching a.Ammersee) war ein deutscher Feuerwerker.

## Werdegang
Krumbach war zuerst Feuerwerker beim 100.000-Mann-Heer und während des Zweiten Weltkriegs Leiter eines Sprengkommandos in Österreich. Nach Kriegsende holte ihn die US-amerikanische Militärverwaltung nach Bremen, später kam er nach Bayern. Dort war als er Sicherheitsingenieur beim Bayerischen Staatsministerium für Wirtschaft angestellt und leitete die Munitions- und Bombenräum- und Sprengkommandos.
Während seiner beruflichen Laufbahn machte er mehr als 1500 Bomben unschädlich. Die aufsehenerregendsten Fälle ereigneten sich in Würzburg und Nürnberg:
Am Himmelfahrtstag 1950 beseitigte er gemeinsam mit dem Sprengmeister Erich Frodermann in Würzburg aus einem zusammengestürzten Haus einen 250-Kilogramm-Blindgänger, aus dem sich nur der Heckzünder, nicht aber der stark deformierte Kopfzünder ausbauen ließ. Da die Bombe wegen der dichten Bebauung rund um den Fundort nicht gesprengt werden konnte, musste sie auf einem Anhänger, tief in Torfmull eingegraben, abtransportiert werden.
Am 29. September 1951 sprengte er gemeinsam mit Frodermann im dichtbewohnten Nürnberger Stadtteil Hummelstein eine 500 Kilogramm schwere Fliegerbombe vermutlich britischen Ursprungs, die zwei Tage zuvor bei Baggerarbeiten in der Äußeren Ziegelgasse gefunden worden war. Die Bombe hatte einen berührungsempfindlichen Kippschalter und einen Langzeitzünder mit Ausbausperre, die beim Auftreffen auf das Leitwerk fiel. Der Ausbau des Zünders oder der Abtransport der Bombe war nicht möglich. Bei der kunstgerechten Sprengung entstand kein Schaden.
Für seine Arbeit unter Einsatz des Lebens wurde er am 7. Dezember 1951 als zweiter Bayer nach Frodermann mit dem Bundesverdienstkreuz ausgezeichnet.

## Ehrungen
- 1951: Verdienstkreuz am Bande der Bundesrepublik Deutschland[6]
- 1954: Verdienstkreuz 1. Klasse der Bundesrepublik Deutschland